# 柴俊畴
柴俊畴（？—？）天津人，清朝及中华民国铁路工程师。

## 生平
柴俊畴是天津北洋武备学堂铁路工程班1893年首届毕业生。毕业后先任关内外铁路工程司，后来参与京张铁路建设。1907年7月18日（清朝光绪卅三年六月九日）陪同詹天佑选线。1907年5月率员勘测设计京门支线。1909年10月5日（清朝宣统元年九月二日）被授予州同归部铨选。
京张铁路开始筹建后，多名当年天津北洋武备学堂铁路工程班毕业生被派去参与京张铁路勘测和修筑，其中有陈西林、俞人凤、翟兆麟和柴俊畴等。詹天佑在《京张铁路工程纪略》中写道：“本路工程始终出力各员为：正工程司颜君德庆、陈君西林、俞君人凤、翟君兆麟，工程司柴君俊畴、张君鸿诰、苏君以昭、张君俊波，余繁不及备载。”
在京张铁路勘测阶段，詹天佑、陈西林、张鸿诰、徐文炯先详细定线，将整条线路划分成3段，分别派工程司勘测。邝孙谋、俞人凤和柴俊畴主要负责第一段柳村至南口的勘测。颜德庆、陈西林、张鸿诰和苏以昭负责第二段南口至岔道城的勘测，该段是京张铁路最难修的地段，关沟段就在其中。翟兆麟和山海关北洋铁路官学堂毕业生刘锜、李鸿年和耿瑞芝负责第三段岔道城至张家口的勘测，该段中的鹞儿梁山峭坡陡，修筑难度不下于关沟段，詹天佑曾亲自参与此处的选线比对。京张铁路先后共修4条支线，京门支线和鸡鸣驿煤矿支线均是为煤炭运输而建。
1914年6月至9月，柴俊畴参与北京环城铁路初测。中华民国时期，柴俊畴历任京绥铁路局副总工程司兼京丰总段长（1919年）等职。
1916年4月1日，中华工程师学会会长詹天佑向柴俊畴颁发会员证，编号第二十六号。1962年，柴俊畴之子柴寿縥将该会员证捐赠给青龙桥詹天佑陈列室，1987年拨交詹天佑纪念馆，在中国铁道博物馆第二批文物定级时被定为国家二级文物。